# Apistogramma inornata
Apistogramma inornata es una especie de peces de la familia Cichlidae en el orden de los Perciformes.

## Distribución geográfica
Se encuentran en Sudamérica: tramo del río Orinoco en Venezuela.